# Cyrtandra ammitophila
Cyrtandra ammitophila är en tvåhjärtbladig växtart som beskrevs av Brian Laurence Burtt. Cyrtandra ammitophila ingår i släktet Cyrtandra och familjen Gesneriaceae. Inga underarter finns listade i Catalogue of Life.